# Leszek Bakuła
Leszek Bakuła (* 4. Dezember 1930 in Ostrołęka; † 22. März 1997 in Ustka) war ein polnischer Lyriker und Prosaschriftsteller.

## Leben
Während der Deutschen Besetzung lebte Bakuła bis 1943 in Myszyniec und danach bis 1945 in Ostrołęka. Dort besuchte er nach dem Zweiten Weltkrieg das Gymnasium und legte 1951 das Abitur ab. Als Lyriker debütierte er 1950 mit dem Gedicht Obrazek pokoju, das in der Wochenzeitschrift Wieś erschien. Zudem wurde 1950 sein literaturkritischer Artikel Słowo z ubocza über das Schaffen von Julian Przyboś und Czesław Miłosz in der Zeitschrift Kuźnica publiziert. Nach dem Abitur studierte er von 1951 bis 1956 Polonistik an der Universität Warschau. Als Grundschullehrer arbeitete er von 1955 bis 1958 im Dorf Łopuszno. Daneben war er von 1955 bis zu seiner Emeritierung 1987 Mitglied der polnischen Lehrergewerkschaft Związek Nauczycielstwa Polskiego, wo er in Warschau und später auch in Koszalin und Słupsk einen Literaturclub gründete. Nach Ustka siedelte er 1958 um, wo er zunächst bis 1961 eine Grundschule leitete. Anschließend lehrte er von 1962 bis 1965 im Bereich der Philosophie, Soziologie, Logik und Ethik an der Fachschule für Lehrerausbildung (Studium Nauczycielskie) in Słupsk. Daneben unterrichtete er Polnisch ab 1961 an der technischen Fachschule in Słupsk. An der Universität Warschau besuchte er von 1966 bis 1967 ein Fernstudium der Philosophie. In den Verband der Polnischen Literaten wurde er 1971 aufgenommen.
Sein Sohn ist der Literaturwissenschaftler Bogusław Bakuła.

## Werke

### Lyrik
- Leluje, 1968
- Połów horyzontu, 1972
- Kontrapunkt, 1977
- Rzecz polska, 1989
- Golgota, 1993
- Ziemia i morze. Wybór wierszy, 1995

### Prosa
- Czerwony bór, Romanzyklus in 3 Bänden, 1971–1977
- Wydmuchrzyca, 1971
- Wizna, 1981
- Wyśniło się, 1988

## Auszeichnungen
- 1959: Goldenes Verdienstkreuz